# Cyrtandra sphaerocalyx
Cyrtandra sphaerocalyx är en tvåhjärtbladig växtart som beskrevs av Karl Moritz Schumann. Cyrtandra sphaerocalyx ingår i släktet Cyrtandra och familjen Gesneriaceae. Inga underarter finns listade i Catalogue of Life.